# Jeziorzany (Lublin)
Jeziorzany is een dorp in de Poolse woiwodschap Lublin. De plaats maakt deel uit van de gemeente Jeziorzany.